# Ada Pace

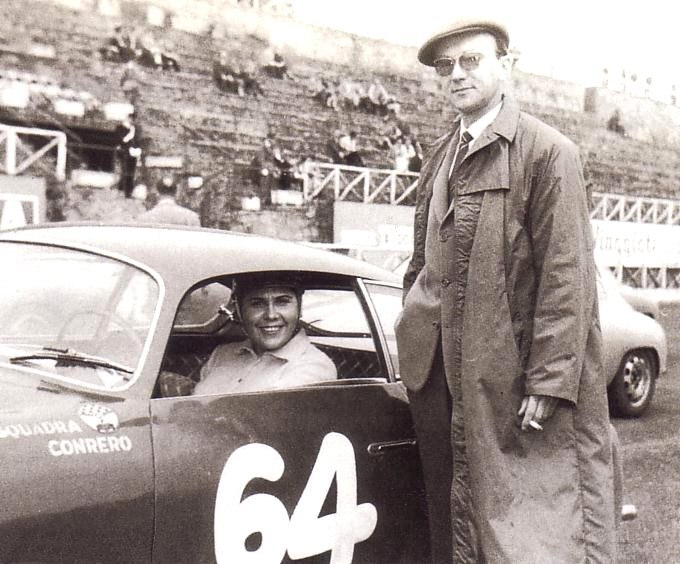
Ada Pace (im Auto) und Elio Zagato 1961 in Monza

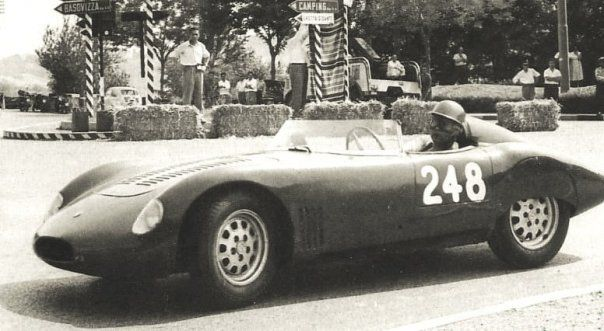
Ada Pace im Osca MT4; bei ihrer Siegesfahrt von Triest nach Opicina 1959

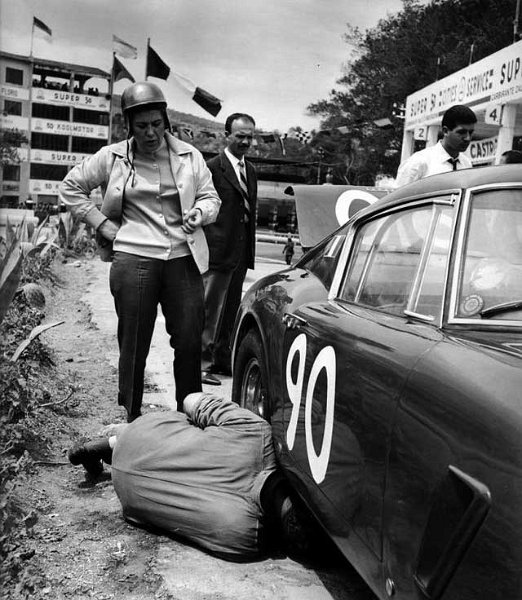
Ada Pace neben einem Ferrari 250 GT; beim Training zur Targa Florio 1962

Ada „Sayonara“ Pace (* 16. Februar 1924 in Rivoli; † 15. November 2016) war eine italienische Autorennfahrerin.

## Privates
Ada Pace war die Tochter eines Turiner Handwerkers. Zu Beginn der 1960er-Jahre war sie mit Giulio Cabianca verlobt. Nach seinem Tod bei einer Testfahrt in Modena im Juni 1961 startete sie bis zu ihrem Karriereende mit dessen rotem Helmdesign. Ein weiter Schicksalsschlag traf sie 1972, als ihr achtjähriger Adoptivsohn Cesare beim Spielen tödlich verunglückte.

## Karriere als Rennfahrerin
Ada Pace begeisterte sich in ihrer Jugend für viele Sportarten. Sie spielte Basketball, nahm an Sportschieß-Wettbewerben teil und interessierte sich für unterschiedliche Formen der Leichtathletik.
Ihre Leidenschaft für den Motorsport entstand nach dem Ende des Zweiten Weltkriegs. Sie besaß eine der ersten verkauften Vespas und fuhr mit der 98 so erfolgreich Rennen, dass sie von der Piaggio-Geschäftsleitung in das Werksteam berufen wurde. 1949 startete sie bei der Internationalen Sechstagefahrt und wechselte 1950 in den Automobilsport.
Schnell stellten sich Erfolge ein und ihr erster Gesamtsieg beim Straßenrennen Turin–Sanremo im April 1951 war der Start für eine Vielzahl an Kuriositäten, die ihren Rennsiegen folgten. Pace war unter dem Pseudonym Sayonara (japanisch Auf Wiedersehen) gemeldet, das später ihr Spitzname wurde, und stellte die Organisatoren sowie ihre konservativen Eltern vor große Probleme. Erstere hatten kein Protokoll, wie sie eine Frau auf dem Podium begrüßen sollten und Zweitere konnten es mit der strengen Moral der Zeit nicht vereinbaren, ihre unverheiratete Tochter in einer Gruppe von Fahrern und Mechanikern gefeiert zu sehen. Daraufhin fuhr Pace mit ihrem Fiat 1500 6C und ihrer Mutter auf dem Beifahrersitz vor dem Podium vor und nahm im Auto sitzend den Siegesstrauß entgegen.
Ada Pace wurde zur erfolgreichsten italienischen Rennfahrerin der frühen 1950er-Jahre. Sie gewann eine Vielzahl an nationalen Straßenrennen und musste sich lange mit Protesten der ihr unterlegenen Männer herumschlagen. Als es nach ihrem Erfolg bei einem Rennen in Lumezzane 1957 zu erneuten Protesten des zweit- und drittplatzierten Fahrers kam, griffen die Organisatoren ein. Technischer Delegierter war Renzo Castagneto, der gefürchtete Technische Direktor der Mille Miglia, der alle drei Wagen untersuchen ließ. Ergebnis war die Disqualifikation des zweit- und drittplatzierten Fahrers, wegen Verletzung der technischen Regularien an ihren Einsatzfahrzeugen. Bei der Mille Miglia 1957 hatte sie einen Unfall mit ihrem Alfa Romeo Giulietta Veloce. Nachdem der Streckenposten sie nicht mehr weiterfahren lassen wollte, schwamm sie quer durch einen angrenzenden Fluss, um von einer Poststation aus die Rennleitung telefonisch von ihrer Fahrtauglichkeit zu überzeugen. Ein herbeigeeilter Rennkommissar verhinderte jedoch die Weiterfahrt und schickte die sichtlich verletzte Fahrerin zur Kontrolle in ein Krankenhaus.
1959 gewann sie das Bergrennen von Triest nach Opicina und 1960 die Rennklasse für Sportwagen bis 1,15 Liter Hubraum bei der Targa Florio. Gemeinsam mit Giancarlo Castellina war das der elfte Gesamtrang im Osca S1100. Siege gelangen ihr auch bei der Coppa d'Oro di Modena 1960 und bei der Campagnana Vallelunga 1962.
Die letzten Jahre ihrer Karriere waren von schweren Unfällen geprägt. Beim 12-Stunden-Rennen von Monza 1961 überschlug sich ihr Alfa Romeo nach einem Fahrfehler in der Curva Grande mehrmals. Der Wagen blieb zerstört auf dem Dach liegen und Ada Pace konnte sich durch das Eintreten der Heckscheibe aus dem Wrack retten, das wenig später Feuer fing und ausbrannte. Nach einem weiteren Unfall 1965 trat sie zurück. Bei der Rallye Sanremo prallte der von ihr gefahrene Werks-Lancia auf einen am Streckenrand abgestellten Lastwagen. Sie konnte dem Wrack unverletzt entsteigen und erklärte bei ihrer Ankunft im Zielgelände den Rücktritt vom aktiven Rennsport.

## Statistik

### Einzelergebnisse in der Sportwagen-Weltmeisterschaft
| Saison | Team                 | Rennwagen                                 | 1   | 2   | 3   | 4   | 5   | 6   | 7   | 8   | 9   | 10  | 11  | 12  | 13  | 14  | 15  | 16  | 17  | 18  | 19  | 20  | 21  | 22  |
| ------ | -------------------- | ----------------------------------------- | --- | --- | --- | --- | --- | --- | --- | --- | --- | --- | --- | --- | --- | --- | --- | --- | --- | --- | --- | --- | --- | --- |
| 1956   | Gilberte Thirion     | Alfa Romeo Giulietta SV                   | BUA | SEB | MIM | NÜR | KRI |     |     |     |     |     |     |     |     |     |     |     |     |     |     |     |     |     |
| 1956   | Gilberte Thirion     | Alfa Romeo Giulietta SV                   | 16  |     |     |     |     |     |     |     |     |     |     |     |     |     |     |     |     |     |     |     |     |     |
| 1957   |                      | Alfa Romeo Giulietta SV                   | BUA | SEB | MIM | NÜR | LEM | KRI | CAR |     |     |     |     |     |     |     |     |     |     |     |     |     |     |     |
| 1957   |                      | Alfa Romeo Giulietta SV                   | DNF |     |     |     |     |     |     |     |     |     |     |     |     |     |     |     |     |     |     |     |     |     |
| 1958   |                      | Alfa Romeo Giulietta SV                   | BUA | SEB | TAR | NÜR | LEM | RTT |     |     |     |     |     |     |     |     |     |     |     |     |     |     |     |     |
| 1958   |                      | Alfa Romeo Giulietta SV                   | 15  |     |     |     |     |     |     |     |     |     |     |     |     |     |     |     |     |     |     |     |     |     |
| 1959   | Racing Club 19       | Alfa Romeo Giulietta Sprint Veloce Zagato | SEB | TAR | NÜR | LEM | RTT |     |     |     |     |     |     |     |     |     |     |     |     |     |     |     |     |     |
| 1959   | Racing Club 19       | Alfa Romeo Giulietta Sprint Veloce Zagato | DNF |     |     |     |     |     |     |     |     |     |     |     |     |     |     |     |     |     |     |     |     |     |
| 1960   | Nineteen Racing Club | Osca S1100                                | BUA | SEB | TAR | NÜR | LEM |     |     |     |     |     |     |     |     |     |     |     |     |     |     |     |     |     |
| 1960   | Nineteen Racing Club | Osca S1100                                | 11  |     |     |     |     |     |     |     |     |     |     |     |     |     |     |     |     |     |     |     |     |     |
| 1961   | Milano Racing Club   | Lotus Eleven                              | SEB | TAR | NÜR | LEM | PES |     |     |     |     |     |     |     |     |     |     |     |     |     |     |     |     |     |
| 1961   | Milano Racing Club   | Lotus Eleven                              |     | DNF |     |     |     |     |     |     |     |     |     |     |     |     |     |     |     |     |     |     |     |     |
| 1962   |                      | Fiat-Abarth 700                           | DAY | SEB | SEB | MAI | TAR | BER | NÜR | LEM | TAV | CCA | RTT | NÜR | BRI | BRI | PAR |     |     |     |     |     |     |     |
| 1962   |                      | Fiat-Abarth 700                           | 10  |     |     |     |     |     |     |     |     |     |     |     |     |     |     |     |     |     |     |     |     |     |
| 1963   | Ada Pace             | Abarth-Simca 1300 Bialbero                | DAY | SEB | SEB | TAR | SPA | MAI | NÜR | CON | ROS | LEM | MON | WIS | TAV | FRE | CCE | RTT | OVI | NÜR | MON | MON | TDF | BRI |
| 1963   | Ada Pace             | Abarth-Simca 1300 Bialbero                | DNF |     |     |     |     |     |     |     |     |     |     |     |     |     |     |     |     |     |     |     |     |     |